# Elijah Harper
Elijah Harper   (Red Sucker Lake, 3 de març de 1949 - Ottawa, 17 de maig de 2013) va ser un activista i cabdill cree.

## Biografia
Harper va néixer a Red Sucker Lake, una reserva al nord de Manitoba. Va assistir a escoles residencials a Norway House, Brandon i Birtle, Manitoba, aleshores a l'escola secundària a Garden Hill i Winnipeg. Va estudiar a la Universitat de Manitoba el 1971 i el 1972. Més tard va treballar com a treballador de desenvolupament comunitari, supervisor de la Germandat índia de Manitoba i analista de programes per al Manitoba Department of Northern Affairs.
De ben jove fou membre de l'Indian and Metis & Inuit Student Association, deixà la Universitat per treballar a la Manitoba Indian Brotherhood (MIB) a la seva reserva (1972). Fou escollit cap dels Red Sucker Lake el 1978-1982, i diputat per Rupertsland (Manitoba) en el parlament local el 1981 pel NDP. Entre 1981 i 1986 fou cap del Grup de Treball del Northern Hidro Developement i copresident del Native Affairs Commitee, i l'abril del 1986 ministre sense cartera responsable d'afers del Nord. El 23 de juny del 1990 vetà nou cops al Parlament de Manitoba l'aprovació dels Acords de Meech Lake perquè no reconeixien els drets dels indis a la propietat de la terra originària. Va rebre suport d'Ovide Mercredi, cap de l'Assemblea de Primeres Nacions, i donà suport als mohawks en el seu contenciós amb Quebec. Ocuparia l'escó al parlament canadenc fins al 1997.